# Domino (biztosítóberendezés)
A Domino jelfogófüggéses, egyközpontú, kis- és nagy állomásokon egyaránt alkalmazható vasúti biztosítóberendezés-család. Magyar forrásokban Dominó írásmóddal fordul elő.

## Felépítése
A kezelő készüléke és a jelfogóegységek - D55 (vagy akár a jelfogósávok - D67/D70, jelfogóállványok - KÁ69) törzsrésze építőkockaszerűen tipizált elemekből van felépítve (dominószerűen). Ez lehetővé teszi, hogy viszonylag egyszerűen és olcsón bármilyen vágányhálózatú és méretű állomás berendezése elkészíthető legyen. A kezelő személyzet tevékenységét a 4×4 cm-es, pasztellzöld (alapszín, a szakzsargonban: dominózöld), szürke (távoli üzem nyomógombjainak kockája), sárga (ÖJÜ és ÖVI funkciókhoz tartozó vonatszámbeviteli mezők, BKV D67 és MÁV D70 esetén) és kék (Domino 70 biztosítóberendezés közös nyomógombjait tartalmazó kockák alapszíne) vagy pedig 2x2 cm-es, fehér alapszínű tipizált elemekből felépített kezelőfelületen (ember-gép kapcsolaton keresztül) végzi nyomógombok segítségével. Hatvan vasútállomáson vagy Ferencváros vasútállomáson található Domino 70 típusú biztosítóberendezés kezelése már számítógéppel is elvégezhető, ún. kódos kezelő segítségével. Fehér alapszínű pultkockákat találhatunk a budapesti M1-es metróvonal Mexikói úti végállomásán.
Nagyobb állomásokon a forgalmi személyzet munkájának megkönnyítésére panoráma-tábla kerül felállításra, amely íves felületen tartalmazza Dominókockákból az állomás torzított helyszínrajzát és szinte az összes visszajelentést, így a személyzet könnyen áttekintheti a teljes állomás vágányhelyzetét, a beállított meneteket. Ekkor a berendezés kezelőfelületén visszajelentés gyakorlatilag nincs, azon szinte csak nyomógombok találhatóak, a torzított vágányhálózatnak és a kezelési körzeteknek (több emberes kezelés esetén) megfelelően (pl. Budapest-Keleti, Budapest-Kelenföld, Budapest-Ferencváros, Szolnok).

### Kockák
Egy 4x4 cm-es dominókockában (szakszerűbben: mezőegységben) 3x4-es elrendezésben összesen 12 hely található, ami lehet nyomógomb egy-egy érintkezője vagy izzó alsó kivezetése. A nyomógombok mindig két helyet igényelnek. Minden nyomógomb nyomógomb(ismétlő) jelfogót működtet (életvédelmi okok). Van alapban szakító (ez a leggyakoribb) és alapban záró nyomógomb (pl.:vészlekapcsolás) is.
Az izzók oldalsó kivezetését egy közös fémlemez képezi, ennek kivezetése a 13. ér, ami mindig sárga színű (a pultkocka és a piramis között). Az izzók bajonettzáras, volfrámszálas izzók, de kísérleti jelleggel létezik ugyanilyen foglalatba beragasztott előtét-ellenállással fehér fényt adó LED is: ekkor a színes előtétplexit megtartjuk. A hazai vasút kísérleteket folytat színes ledekkel is, ekkor a mezőegységbe csak homokfújt színtelen PMMA lemez kerül, színes lemez nem. A színes LED-ek használata a MÁV-nál jelenleg nem támogatott, alkalmazására csak a pultkockákat fedő plexilemez zárhatósága esetén fordulhat elő.
A kocka és a berendezés aljában található csatlakozó közé csak annyi vezetéket kötnek be, amennyi pontosan szükséges, tehát egy kockához mehet 0; 2; 3; ...; 13 ér. A vezetékeket meghatározott színek szerint kötik be, az alábbiak szerint: a 12 helyszám a mezőegységen belül balról jobbra, majd fentről lefelé nő (a 13. az izzók oldalsó kivezetése). A helyszámok szerint növekvő sorrendben alkalmazandó színek:
- vörös (v)
- kék(k)
- fekete (f)
- zöld (z)
- szürke (sz)
- fehér (fh)
- barna (b)
- fehér-vörös (fhv)
- fehér-kék (fhk)
- fehér-fekete (fhf)
- fehér-zöld (fhz)
- fehér-barna (fhb)
- sárga (s)

Tehát ha a kockához két szál drót megy, akkor az vörös és kék vagy vörös és sárga (attól függően, hogy nyomógombhoz vagy izzóhoz csatlakozik-e), ha három, akkor vörös + kék + sárga (két izzó a kockában) stb., és ezeket a színeket a kockán belül a legkisebb helyszámtól (bal felső sarok) kell felhasználni.
A pultkockákat a Ganz bajai üzeme gyártotta, jelenleg ennek jogutódja foglalkozik vele. A kocka, és az azt tartó műanyag keret, valamint a kockához tartozó legfeljebb 13 eres kábelkorbács ára 35000–40000 ft/kocka.

### Jelfogóegységek
Ezen berendezések alapvetően XJ (Domino 55 és MÁV Domino 67) vagy TM (KA 69 és Domino 70) típusú jelfogókból épülnek fel, melyeket jelfogóegységekbe, jelfogóállványokra szerelve készít a Ganz bajai jogutódja. A jelfogóegységek a berendezéstípusok között nem kompatibilisek, de az adott egységek azonos fajta berendezések között csereszabatosak. Az egységek az állványra úgynevezett tuchelekkel csatlakoznak.
A Domino 55 egységeiben 12 XJ jelfogó fér el, két emeleten 6-6.
A MÁV Domino 70 és BKV Domino 67 esetén egy egységbe 36 darab TM jelfogó kerülhet, hátul 12 dugasztömbön tömbönként 24 kivezetés található, továbbá egy 13. csatlakozó az egység elején (programdugasz): ide próba- vagy üzemi dugaszt lehet helyezni. Előbbi mindig sárga, utóbbi mindig egységszínű. Próbadugasz a berendezés élesztéséhez szükséges. Alkalmazása esetén az egység a külső térről leválasztásra kerül, pl. váltóvezérlő egység esetén a váltót átállítottnak mutatja a berendezés, miközben a külső téren semmi sem történik, ezért üzemelő berendezésben próbadugaszt megtűrni szigorúan tilos.

## Fajtái

### Domino 55
A Domino 55 típusú biztosítóberendezés úgynevezett alapkapcsolásai, alapáramkörei 1955-ben készültek el a svájci Integra AG-nél. A svájci licenc alapján itthon a Telefongyár kezdte el gyártani a Domino rendszertechnikának megfelelő, akkori szóhasználattal élve Integra-Domino biztosítóberendezéseket lengyelországi és csehszlovák megrendelések kielégítésére. A MÁV ebből a típusból rendelt az 1960-as évek elején, a hazai alapkapcsolásokat 1961 januárjában hagyták jóvá, már az új, sebességjelzéses jelzésrendszerrel. Ez egy jelfogófüggéses, egyközpontos, kis- és középállomási, tolató vágányút nélküli biztosítóberendezés, azaz a kiszolgálása egy ember által, egy helyiségből is végrehajtható (így nincs szükség váltókezelőkre), a berendezés bármekkora méretű szolgálati helyeken használható és a berendezés alapvetően nem alkalmas arra, hogy a tolatási mozgásokat lezárt vágányúton biztosítsa. A vágányok és a váltók foglaltságellenőrzése általában váltakozó áramú szigetelt sínekkel folyamatosan biztosított. Az újabb berendezéseknél kiépítették a jelfeladást is. A berendezéshez kapcsolt központi állítású váltók állítása elektromechanikus, vagy elektrohidraulikus úton, nyomógombok segítségével történik. Az elkészült berendezés átalakítás után alkalmassá tehető akár a távvezérelt üzemre (amely áramköröket az alapáramkörök tartalmazzák), így KÖFI berendezés része is lehet. A berendezés biztonsági funkciókat is ellátó áramköreit külön épületben, vagy külön helyiségben helyezik el (jelfogó terem vagy jelfogó helyiség), melyek a berendezés biztonságos üzemelése érdekében általában légkondicionáltak. Ezen épületek sok helyen tartalmazzák az akkumulátorok töltésére és tárolására szolgáló helyiségeket is, esetleg a biztosítóberendezés karbantartásával foglalkozó szakemberek készenléti és szociális helyiségeit.
A berendezés kezelése nyomógombokkal történik, egy vagy két nyomógomb együtemű vagy kétütemű kezelésével. A különleges kezelések elvégzésére szolgáló nyomógombok számlálóval és véletlen benyomást akadályozó szerkezettel vannak felszerelve. A Domino rendszerű berendezések tervezési elve erre vonatkozóan az volt, hogy a berendezéshez tartozó nyomógombok véletlen benyomása üzem- vagy balesetveszélyes helyzetet ne okozhasson, ezért pl. a váltóvisszajelentés ki- vagy bekapcsolása egy nyomógombos, egy ütemű kezelés, hiszen közvetlen balesetveszélyt nem hordoz magában.
A berendezéshez illeszthető vágányzáró sorompó és kisiklasztó saru is, utóbbi akár váltóhajtóművel is ellátható. A berendezéshez tartozó esetleges váltózárkulcsok a berendezéshez elektromos zárral csatlakoznak.

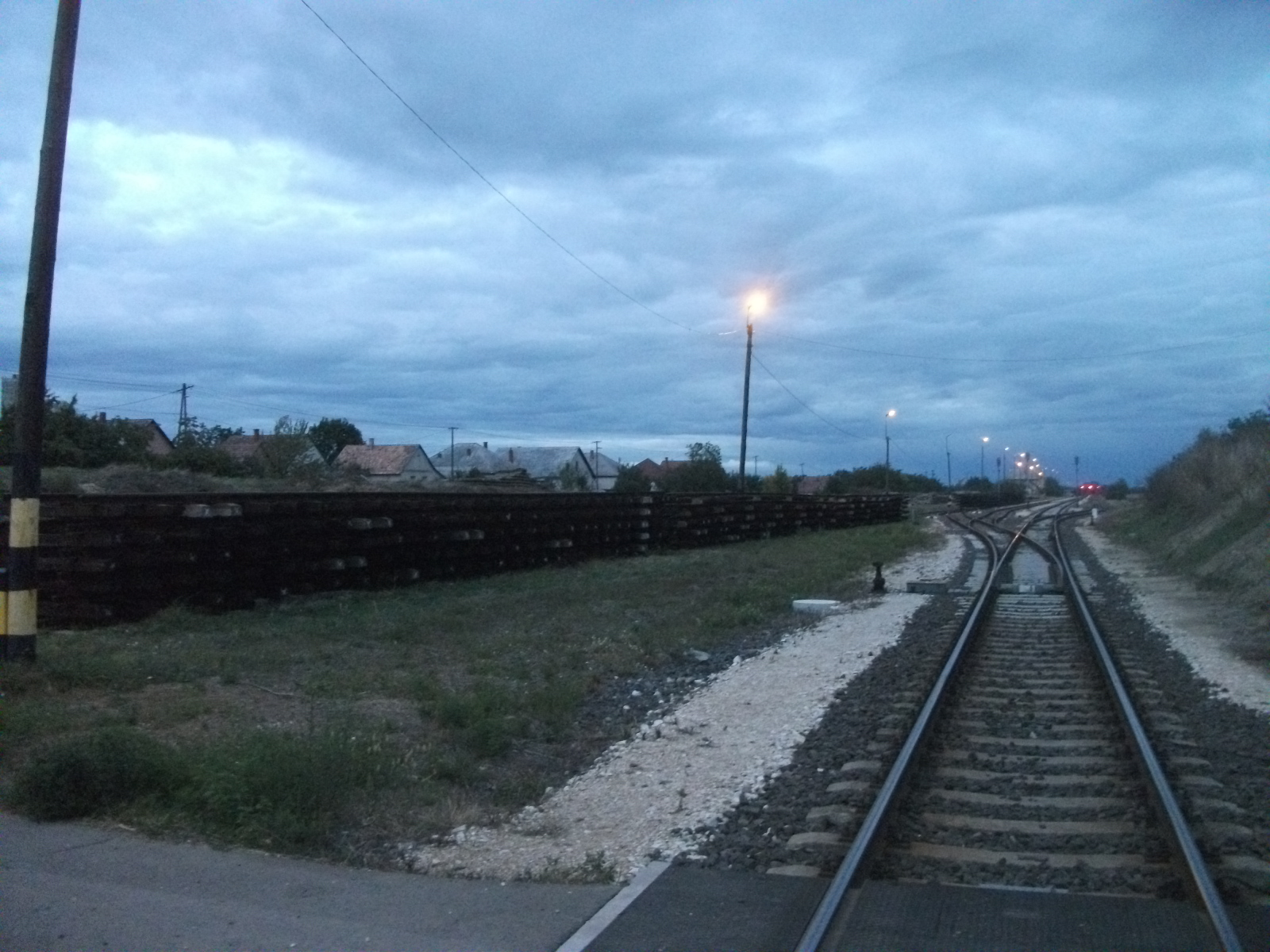
A a Domino 55-tel biztosított Zichyújfalu állomásnál

A berendezés irodai részében, a kezelőfelület alatt találhatóak a különböző hangjelzést adó csengők, zümmerek (váltó-, jelző- és térközzavart jelző hangforrások), valamint a pultkockák és a jelfogóterem közötti kábelezés összekötő pontjai, a forrcsúcsokat tartalmazó piramisok.
Az első ilyen berendezést Vámosgyörk vasútállomáson 1962. december 11-én helyezték üzembe, melyet pár napra Budapest-Angyalföld vasútállomás berendezése követett. Ennek érdekessége, hogy Budapest-Angyalföldön előbb kezdték meg az építést, de azt később adták át, noha a tényleges építés előbb befejeződött, mint Vámosgyörkön. A konstrukció megbízhatóságát jól mutatja, hogy a legfiatalabb berendezéseket a közelmúltban helyezték üzembe: Zichyújfalu állomáson 2010-ben, Érd állomáson 2017-ben. Ezekkel együtt már 225 Domino 55-ös biztosító-berendezés üzemel az országban.
A konstrukció érdekessége, hogy eredetileg kétfázisú váltóhajtóművekkel készültek a hazai berendezések 1962 és kb. 1965 között. Ennek oka, hogy az Integrának nem volt kiforrott háromfázisú váltóállító áramköre, ezért a MÁV Tervező Ü. V. ún. Scott-transzformátorral tervezte az állomásokat. Komoly ellenérzést váltott ki az akkori vasúti vezetőkből, hogy a háromfázisú áramkör elkészülte után az Integra bár alap licencdíjat nem kért a háromfázisú váltóhajtóműre és állító áramkörére, csak az átadott mennyiség után kellett volna fizetni, ám a kért érték jóval magasabb volt, mint amit a többi biztosítóberendezési fejlesztésért fizettek.
További érdekesség, hogy – a Siemens-Halske berendezéseknél megszokott módon – külön kellett kezelni az áthaladó vágányutakat (noha a Dominónál ennek műszaki kényszere nem volt), melyet sikeres kezelés esetén a nyílt vonal felől az állomás bejárati jelzője felé a vágánycsíkban lévő zöld nyíl jelentett vissza.
Készültek korai tolatóvágányutas tervek is, melyekben a tolatásjelzőket három fehér fénnyel szerelték volna fel; ezek kombinációja jelezte volna a tolatási jelzéseket a tolatócsapatnak. A svájci Zwergsignal ilyen, valószínűleg annak adaptációja lett volna.

#### A Domino 55 típusú biztosítóberendezés forgalmi szolgáltatásai
- az elektromos váltóállítás lehetővé teszi a váltók egy központból történő egyéni és vágányutas állítását, valamint a végállás, a motortekercsek és az állítóvezetékek folyamatos ellenőrzését, mindezt összesen négy vezetéken
- rögzíti a csúcssínek végállását és megakadályozza lezárt vágányutak esetén a váltók állítását
- a foglaltságérzékelés felhasználása megakadályozza üzemszerű kezelés esetén a foglalt váltók állítását vagy a foglalt vágányokra történő vágányút beállítást
- vágányútbeállítás során ellenőrzi az oldalvédelmet (hogy oldalról ne kerülhessen jármű a vágányútba)
- a beállított menetek leközlekedése során a szabadra állított jelzők önműködően Megállj állásba állítódnak, de bármikor biztosított (főleg veszélyhelyzet esetén) a jelzők kézi Megállj állásba való kapcsolása is
- biztosítja az állomási, a nyílt vonalról indított állomási és a nyíltvonali sorompók önműködő vezérlését
- a berendezéshez kapcsolt fényjelzők sebességjelzési rendszerben működhetnek
- a jelzőkre hívójelzés is kivezérelhető: a bejárati jelzőkre mindenképpen, a kijárati jelzőkre a megrendelő kérésének megfelelően. A hívójelzés feloldása adására alkalmas kiegészítő jelző a bejárati jelző hátoldalára kerülhet elhelyezésre
- a jelfeladás kiépíthető
- az állomási berendezéshez önműködő térközbiztosító berendezés kapcsolható
- a berendezéshez különleges berendezések is illeszthetők (tengelyszámláló, vonatvég azonosító)

#### A Domino 55 típusú berendezés kezelése
A biztosítóberendezés kezelésére szolgáló nyomógombok:
- egyéni váltóállító nyomógombok
- közös váltóállító nyomógomb
- vágányút beállításhoz szükséges kezdő és cél nyomógombok
- jelzőállító nyomógombok (vágányút beállításkor kezdő nyomógomb szerepük van)
- közös jelzőállító nyomógomb
- amennyiben van állomási sorompó, sorompó egyéni lezárást biztosító nyomógomb
- zavar csengő kikapcsoló nyomógomb
- A berendezés biztonsági funkciót megkerülő, különleges esetekben (pl. a berendezés meghibásodásakor) kezelendő közös nyomógombok: közös hívójelzés, szigetelés kikapcsolás, kényszeroldás stb.
- A "jelző megállj!" közös nyomógomb újabban számlálóberendezéssel és véletlen benyomást gátló szerkezettel kerül szállításra.

A vágányúti nyomógombok a fekete színű vágányábrában vannak elhelyezve, az érdekelt jelző közelében. A gyűrűk színe mindig zöld, a nyomógomb színe vörös vagy zöld attól függően, hogy a nyomógomb csak célgomb lehet-e (zöld) vagy pedig kezdőgomb (is) (vörös).
Az egyéni váltóállító nyomógombok a Magyarországra készült berendezéseken a vágányábra alatt, két oldalt csoportosítva, emelkedő számsorrendben találhatóak (páros-páratlan külön oldalon); a nyomógomb és a gyűrű színe fekete. A nyomógombok felett kis ablak található, amely folyamatos fehér fénnyel világít, ha a váltón az első lezárás be van kapcsolva. A német nyelvterület D55 berendezésein az egyéni váltóállító gombok a vágányábrában, a kitérő rajzánál találhatóak.
Forgalombiztonság-technikai szempontból érdekes megoldás, hogy az egyszerű vágánykapcsolatok kitérőit közösen állítják, így közbezárás és váltófelvágás nem következhet be (üzemszerű helyzetben). Ilyen megoldással megépült D55 nem létezik: minden váltónak (és keresztezésnek) egyéni nyomógombja van.
A különleges esetekben kezelendő nyomógombok általában a bal felső sarokba vannak csoportosítva, a számlálószerkezetükkel együtt.
A jobb felső sarokba általában a váltóvilágítás, távoli üzem és az energiaellátás nyomógombjai és visszajelentő lámpái kerülnek.
Az első berendezésekben korszerű, Mavox rendszerű hangos oda-visszabeszélő rendszer került kiépítésre a forgalmi iroda és a külső tér között, szükség esetén több hangkörrel: váltókörzetek, tolatási körzetek, peronok stb.). Ennek a forgalmi irodai részét a biztosítóberendezés kezelőpultja mellett helyezték el, a távközlő berendezésekkel (engedélykérő-, vonali stb.) együtt. Később ezeket külön pultra telepítették, ám a berendezésből nem mindenhol tervezték ki.

#### Visszajelentések
A berendezés visszajelentésében először jelent meg a magyar történelem folyamán a villogó fény: ez vagy zavarállapotot vagy valamilyen közbülső állapotot jelez, előbbihez hangjelzés is társul.
A vágánycsíkok és váltó szárcsíkok alaphelyzetben sötétek, a lezárt szakaszokat fehér, a foglaltakat pedig vörös fény jelzi.
A jelzők alapállása általában a Megállj jelzés, a pulton ennek megfelelően a bejárati jelző visszajelentése vörösen világít, míg a kijárati jelzőké is.  Ha a jelzőt szabadra állítják, a vörös visszajelentés kialszik és megjelenik a zöld visszajelzés. A szabad fény visszajelzése attól függetlenül mindig nyugodt zöld, hogy a jelzőn ténylegesen milyen fényekből áll a szabad jelzés. A megjelent hívójelzés visszajelzése a nyugodt vörös alatt nyugodt fehér fény, a Szabad a tolatás jelzésé pedig nyugodt fehér fény. A Tilos a tolatás jelzést a berendezés nyugodt kék fénnyel adja. A villogó fényjelzés általában izzókiégésre utal, melynél megszólal a jelzőzavart jelző zümmögő hangjelzés is.
A berendezés folyamatosan ellenőrzi a pótvörös izzókat és áramköreiket: olyan kis áramot folyat át rajtuk, amelytől az izzó nem izzik fel (hideg marad), de épsége ellenőrizhető. Ha a pótvörös fény áramkörében a hidegellenőrző jelfogó hibát talál: a jelző talpánál levő ún. talppont vörös fénnyel villogni kezd és megszólal a jelzőzavart jelző hang. A fővörös izzó kiégése esetén a jelzőábrában található vörös fény kezd villogni és megszólal a jelzőzavart jelző hang. Ha a fehér fény ég ki, a jelenség hasonló. Jelző Megállj kezelésekor a berendezés úgy viselkedik, mintha a szabad fény áramkörében szakadás történne: villogó zöld fény + hangjelzés.
A váltók szárcsíkja állítás során abban az állásban villog, amelyik állásba állítottuk: ha a váltóhajtómű az üzemszerű 2,5–3 s állítási idővel szemben 7 másodperc alatt sem kerül végállásba, akkor a berendezés ezt a váltózavart jelző hanggal tudatja és a váltóhajtóműről az állítási feszültséget lekapcsolja. Ekkor a kezelő személyzetnek a nyomógomb kezelésével a váltót vissza kell vezérelnie az előző állásba, szükség esetén (többszöri sikertelen állítási kísérlet) pedig a helyszínen kell ellenőriznie a csúcssín és a tősín közötti részt, valamint a teljes aljközt az összekötő rúd, állítórúd körül. Az akadást akár a váltójelző ábráját mozgató hattyúnyak feszülése vagy akár a csillagtárcsa hibája is okozhatja!
Vágányutas váltóállítás során a célszerű a vágányutat a TÖRLÉS és a vágányút kezdő nyomógombja segítségével törölni és a kérdéses váltót egyéni állítással beállítani (esetleg a probléma forrását a helyszínen megszüntetni), majd újra folytatni a vágányútbeállítást, akár vágányutasan is.

#### Jelfogóegységei
Az alábbi felsorolás a Domino 55 rendszerű egységeket tartalmazza. A listában mind az állomási, mind a nyíltvonali (önműködő térköz, önműködő sorompó) áramkörökben alkalmazott egységek feltüntetésre kerültek az azonosítószámok szerinti emelkedő sorrendben.
Egyes egységek már nem rendelhetőek (pl. kétfázisú váltóvezérlő egység és pótegysége), egyes egységek később kerültek kifejlesztésre (pl. kezelő vagy léptető egység).
A Domino 55 berendezésekhez gyártott jelfogóegységek:

### Domino 67
Ezt a berendezéstípust a MÁV Vasúttervező Ü. V. (a MÁVTI elődje) fejlesztette ki (főtervező: Lengyel Imre). A berendezés a Domino 55 típusú berendezésekhez hasonlóan jelfogóegységekből épül fel, a jelfogóegység házának kialakítása egyezik a Domino 55 egységeivel. Az áramkörökben felfedezhetőek korai nyomáramköri elvek. A D55 berendezés tolatóvágányutas kiegészítése.
Kis szériában gyártották, de a horvát vasút részére több példányt szállítottunk.
Ilyen Domino 67-es berendezés a következő szolgálati helyeken üzemel vagy üzemelt:
- Eperjeske-Átrakó állomás;
- Szolnok-Magasfogadó állomás;
- Várpalota állomás.
- Monor állomás

A Domino 67 berendezésekhez gyártott jelfogóegységek:
A berendezéstípus nem váltotta be a hozzá fűzött reményeket, a MÁV nem rendelt belőle nagyobb mennyiségben. A Domino 67 érdekessége, hogy bár kevés számú berendezést adtak át hazánkban, ám az átadások között végrehajtott alapáramköri (és így gyártási dokumentációt is érintő) módosítások miatt az egyes állomások jelfogóegységei egymással nem csereszabatosak (nagymértékben igaz ez a hazai Domino 70 berendezésekre is). Ehhez a már átadott, beüzemelt berendezések jelfogóegységeinek és jelfogóállványainak huzalozását kellett volna módosítani, amit - tekintettel a nem túl régi átadásra - nem tettek meg.

### KÁ69
A berendezés nevében található betűk a kisállomási alkalmazásra utalnak. TM jelfogókból álló jelfogóállványokkal szerelték.
Magyarországon csak néhány példány készült, de a horvát vasút részére több példányt szállítottunk. Az első példányt hazánkban 1972-ben adták át.
Ilyen KÁ69-es berendezés a következő szolgálati helyeken üzemel:
- Nyársapát állomás (üzembe helyezés: 1972. április 20.);
- Szikszó állomás (üzembe helyezés: 1973).;
- Katonatelep állomás (üzembe helyezés: 1974. június 28.);
- Jászfényszaru állomás (üzembe helyezés: 1979. október 17.);
- Pusztamonostor állomás (üzembe helyezés: 1979. október 25.);
- Jászboldogháza-Jánoshida állomás (üzembe helyezés: 1979. december 18.);
- Portelek állomás (üzembe helyezés: 1979. december 28.);
- Kopáncs állomás (üzembe helyezés: 1980. augusztus 14.);
- Algyő állomás (üzembe helyezés: 1980. december 15.);.

### Domino 70

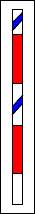
Tolatásjelzővel egyesített fény főjelző árbóca

Nagyállomási, jelfogó függéses, egy központos, tolató vágányutas biztosítóberendezés. A váltók elektrodinamikus központi állításúak. A berendezéshez fényjelzők tartoznak, a kijárati jelzők tolatásjelzővel egyesítettek és hívójelzéssel felszereltek. A bejárati jelzők hátoldalán hívójelzés feloldása jelző van. A tolatások lezárt vágányúton törpe tolatásjelzőkkel szabályozva végezhetők. A berendezéshez tartozó valamennyi vonatfogadó vágány kiszigetelt és jelfeladásra kiépített.
A berendezést alkalmassá tették automatikus üzemmódban történő működésre, valamint nyomvonalas tervezésre. A berendezés vágányúti és visszajelentő fényei hasonlítanak a D55 típusú berendezéshez. A jelzőkhöz tartozó (vágányúti) nyomógombok világító kivitelűek. Ezeknek a nyomógombok típusának azonosítására a körülötte lévő gyűrű színe szolgál. A vonatvágányutak és a tolató vágányutak beállítására külön-külön nyomógombok szolgálnak.
A berendezéshez védelmi berendezések (vágányzáró sorompó, kisiklasztó saru) kapcsolhatók, melyeket a berendezés elektromos úton ellenőriz.

#### Leírása
A Domino 70 biztosítóberendezést a svájci Integra cég licence alapján a Telefongyár kezdte gyártani, majd a Ganz Villamossági Művek bajai üzeme vette át ennek feladatait. A kezelése egy vagy két nyomógombos, egy- vagy kétütemű kezeléssel lehetséges. A vágányútbeállítás és a jelzőállítás nem válik élesen szét egymástól: a vágányút lezárása után – minden feltétel teljesülése esetén – a startjelzőn (nem a kezdő jelzőn, az D55-ös terminológia!) megjelenik a szabad (a tolatás) jelzés.
A berendezés áramköreinek felépítése szinte teljes egészében a vágányhálózat kialakításától függ, így ha a vágányhálózat kész (megtervezték), a berendezés áramköreinek nagyon nagy része gyakorlatilag szakmunkás végzettséggel is megtervezhető. A berendezés nem adatbázisból dolgozik, hanem úgynevezett nyomáramkörök megkeresik az összetartozó start és cél szerepeket betöltő jelfogókat, hogy azokat működtetve a következő nyomáramkör végighaladhasson a vágányhálózat kijelölt nyomvonalán, a beállítandó vágányúton.
Először a berendezés ellenőrzi, hogy összetartozó nyomógombok kerültek-e lenyomásra, és a kezelés értelmes-e. Ha igen, kijelöli a vágányutat, minden kitérőhöz oldalvédelmet keres (mindig a "másik" állásban: ha a váltó egyenesben áll, oldalvédelmet kitérő irányból keres hozzá és fordítva, lévén a menetet veszélyeztető jármű mindig "oldalról", a "másik" irányból érkezhet.), és ha talált oldalvédelmet adó objektumot (pl. váltót vagy jelzőt), azt ebben az állásban (az oldalvédelmet adó állásban) rögzíti, majd továbbmegy, a vágányút túlsó vége felé. Ezek után a berendezés még egyszer ellenőrzi a vágányútban szereplő elemek helyes állapotát, majd sokadik kör végén a start jelzőt szabad vagy szabad a tolatás jelzésre állítja.
Összesen 24 nyomáramkör létezik, ez felöleli a vágányút oldását és a jelfeladást is.
A berendezésnél alkalmazott jelfogóegységek, rövidítéseik és jellegszíneik:

#### Kezelés
A berendezés vágányúti nyomógombjai világító gombok, a pultkockában négy, egy sorban levő helyet igényelnek: a belső kettő a nyomógomb záróérintkezőinek, a két szélső pedig egy-egy izzó fölé nyúló fényvezető polimereknek szükséges.
A berendezés vágányút-állítása két nyomógombos két ütemű kezelés: a vágányút start- és célgombját egyidejűleg lenyomva meg kell várni, hogy azok együtt villogjanak, majd felengedve őket a berendezés a céljelzőtől a startjelzőig beállítja a váltókat, az oldalvédelmet adó objektumokat megkeresi és rögzíti, majd a startjelzőt szabadra vagy szabad a tolatás állásba állítja.
A nyomógombok átlátszó polimerből vannak, a gyűrűk a kezdőpont felé szürke, a végpont felé kék színűek, a vonatvágányúthoz tartozó nyomógombok tetején kis bemélyedésben vörös pont található. Ha a kezelő nem összetartozó nyomógombokat kezel (azaz kék gyűrűshöz szürke gyűrűset vagy vörös pontos gombhoz vörös pont nélkülit kezel), akkor a berendezés ezt ún. "nyomógomb zavar" jelzéssel hozza tudomására: megszólal a nyomógombzavart jelző csengő és a visszajelentő fényablak vörös fénnyel villog. A lenyomott gombok összetartozását a központi elzáró két jelfogóegysége (KE1 és KE2) ellenőrzi az ún. lépcsőáramkörrel.
A kerülő vágányúthoz tartozó nyomógomb szintén világító nyomógomb, de gyűrűjének színe – mivelhogy X és Y irányú menetekhez is felhasználható – fehér színű, tetején soha nincs vörös pont. Jelölése annak a két váltónak a számából és közöttük perjelből áll, amelyek között a gomb található, pl. "6/8".
A közös nyomógombok kék alapszínű kockákon általában lent, középen találhatóak, nem a bal felső sarokban. Az országos közforgalmú vasút Domino 70 típusú berendezésein a következő közös nyomógombok találhatóak:
- Közös vezérlés,
- Váltó visszajelentés,
- Hívójelzés (véletlen benyomást gátló szerkezettel és számlálóval),
- Szigetelés kikapcsolás (véletlen benyomást gátló szerkezettel és számlálóval),
- Felvágás állítás (véletlen benyomást gátló szerkezettel és számlálóval),
- Önműködő jelzőüzem bekapcs. + Egyéni lezárás bekapcs.,
- Önműködő jelzőüzem kikapcs. + Egyéni lezárás kikapcs. (véletlen benyomást gátló szerkezettel),
- Tolatóvágányút kényszeroldás (véletlen benyomást gátló szerkezettel és számlálóval),
- Vonatvágányút kényszeroldás (véletlen benyomást gátló szerkezettel és számlálóval),
- Tolatóvágányút visszavonás,
- Vonatvágányút visszavonás (számlált kezelés, mely a jelző megállj számlálóján rögzítődik),
- Tárolás törlés,
- Jelző Megállj (véletlen benyomást gátló szerkezettel és számlálóval),
- Zavarjelző hang kikapcsolására szolgáló ZAVAR feliratú nyomógomb.

A Budapesti Közlekedési Zrt. részére szállított berendezéseken pedig:
- Közös vezérlés,
- Hívójelzés (véletlen benyomást gátló szerkezettel és számlálóval),
- Szigetelés kikapcsolás (véletlen benyomást gátló szerkezettel és számlálóval),
- Önműködő jelzőüzem bekapcs. + Egyéni lezárás bekapcs.,
- Önműködő jelzőüzem kikapcs. + Egyéni lezárás kikapcs. (véletlen benyomást gátló szerkezettel),
- Kényszeroldás (véletlen benyomást gátló szerkezettel és számlálóval),
- Vágányút visszavonás (véletlen benyomást gátló szerkezettel és számlálóval),
- Tárolás törlés, Jelző Megállj (számlálóval),
- Zavarjelző hang kikapcsolására szolgáló ZAVAR feliratú nyomógomb.

Egy váltó csak egy vágányútban lehet érintett és legfeljebb egy vágányút lehet rátárolva. A második tárolás nem rögződik. Egy keresztezés egy vágányútban lehet érintett és legfeljebb két keresztező irányú vágányút lehet rátárolva.
A vágányút lezárása akkor indul el, amikor a célgombot a kezelő felengedte.
A váltók állítása a közös vezérlés (vagy szigetelés kikapcsolás) és a váltó egyéni nyomógombjával történik.

#### Visszajelentés
A berendezés a tudomásul vett, de még fel nem épített (épülő vagy tárolt) vágányutakat villogtatott start és cél nyomógombokkal jelenti vissza.  A lezárt váltót vagy keresztezést a berendezés a váltó egyéni nyomógombja feletti kis lámpa fehér fényével jelenti vissza. A lezárt vágányszakaszok és váltók szárcsíkja fehéren, a foglaltaké vörösen van visszajelentve. A szabad szakaszok sötétek.

#### Egyéb szolgáltatások
A berendezés alkalmas arra, hogy a foglaltságokhoz vonatszámokat rendeljenek, amelyek a foglaltság haladásával haladnak (22. nyomáramkör), így könnyítve a forgalmi dolgozók munkáját. A vonatszám ablak vörös színnel világító 6 db. Nixie-csöves kijelzőkből áll, az első egy ún. irányszám, a következő öt pedig a vonatszám. Az irányszám két értelemben volt használatos, a forgalmi-menetrendi értelemben vett, a vonatszám részét képező, a vonatszám mögé írandó kötőjeles irányszám megjelenítésére alkalmatlan. Bejárati jelzőt meghaladó, az állomásba behaladó vonatnál a vonatszám akkor kerül át a fogadóvágány kijelzőjére, amikor a jármű első tengelye a bejárati jelzőt meghaladja.
Az irányszám felhasználásával a berendezés programozása során önműködő vágányútállítás beállítható: a különböző irányokba haladó vonatok más-más irányszámot kapnak, így megfelelő vágányra, majd pedig onnan a megfelelő nyíltvonal felé történik a vágányút önműködő beállítása. Részben ez fedi az ÖVI és az ÖJÜ, azaz az Önműködő vonatirányítás és az Önműködő jelzőüzem funkciót.
A vonatszámkövetés nyomógombjai és gyűrűi sárga színűek, és részben középen lent, csoportosítva (0-9 és a bead nyomógomb) részben pedig a vágányábrában, a vonatszám kijelzője mellett (kijelölő funkciójú nyomógomb) találhatóak.
Érdemben sohasem használták, a legtöbb berendezésben már nem használható.
A vágányút-beállítás folyamata, azaz milyen nyomáramkörök milyen sorrendben futnak le:
- 1-2: vágányút tároló áramkör: a vágányút nyomvonalát és a mozgás irányát (X vagy Y jelöli ki)
- 2-1: vágányút tároló áramkör (visszafelé fut le)
- 3: váltóállító és -lezáró áramkör (+céllezárás): váltók helyes állásának kijelölése (bal vagy jobb), lezárása. Itt kapcsolódik le a fehér fény vonatvágányút esetén a FLe jelfogóval
- 4-5: oldalvédelem-kereső áramkör: + potenciálnál lezáródik, - esetén oldódik
- 5-4: oldalvédelem-kereső áramkör (visszafelé fut le): + potenciálnál lezáródik, - esetén oldódik
- 6-7: oldalvédelem-nyugtázó áramkör
- 7-6: oldalvédelem-nyugtázó áramkör (visszafelé fut le)
- 9: útvonalellenőrzést tápláló áramkör starttól cél felé.
- 8+: C-tól S (start) felé pozitív feszültségű útellenőrző áramkör
- 19: Plusz feszültséggel indul, elejt az 1-2. nyom. Célnál meghúz az UEV útellenőrzést vizsgáló jelfogó. Ez lekapcsolja a 3. nyomot és a 8. nyomot átfordítja +-ról negatív potenciálra.

8-: negatív feszültségű útellenőrző áramkör. A S oldalon meghúz a TJ tolatásjelölő jelfogó és az UEL útellenőrzést lezáró jelfogó → tolatóvágányút esetén lekapcsolja a 3. nyomban az öntartó LV lezárásvizsgáló jelfogót: a tolatásjelző fehérre vált.
Csak vonatvágányút beállítása esetén lefutó további áramkörök:
- 15-: célrögzítés áramköre: szigsínek és a C-jelző mögötti szigsín foglaltságát ellenőrzi (S→C irányú)
- 8+: C-tól S felé pozitív feszültségű útellenőrző áramkör
- 24: Meghúz a C-nál a VUE vágányút-ellenőrző áramkör és a fordítja a 15. nyom polaritását.
- 15+: C→S irányú. S-nál meghúzatja VJ vonatjelölő jelfogót és elejteti az LV lezárásvizsgáló jelfogót. És UE, VJ meghúz, LV elejt: a S-jelző szabadra áll át.

A tolató- és vonatvágányút beállításán kívül a berendezés nyomáramköröket használ a további funkcióihoz (az áttekinthetőség érdekében az összes nyomáramkör figyelembe vételével):
- 1-2 és 2-1: vágányúttároló nyomáramkör (keresztbe kötve, oda-vissza lefut, a változati vágányutak kiválasztása is itt történik, ha két jelző között több értelmes út is van);
- 3: váltóállító és -lezáró jelfogók áramköre;
- 4-5 és 5-4, valamint 6-7 és 7-6: oldalvédelem kereső, lezáró, ellenőrző és oldó nyomáramkör (páronként keresztbe kötve, oda-vissza);
- 8. nyomáramkör: vágányút-ellenőrző áramkör;
- 9. nyomáramkör: útellenőrzést tápláló áramkör;
- 10. nyomáramkör: önműködő vágányútoldás nyomáramköre;
- 11. nyomáramkör: önműködő vágányútoldás nyomáramköre;
- 12. nyomáramkör: művi vágányútoldás nyomáramköre (törlés, visszavétel, kényszeroldás);
- 13. nyomáramkör: jelfeladáshoz ütem kiválasztását és táplálási irányt meghatározó nyomáramkör;
- 14. nyomáramkör: vonatérzékelő áramkör;
- 15. nyomáramkör: vonatvágányút-rögzítő nyomáramkör;
- 16. nyomáramkör: JF2 jelzésvezérlő jelfogó áramköre (jelzésfogalom jelfogók áramköre);
- 17. nyomáramkör:  JF3 jelzésvezérlő jelfogó áramköre (jelzésfogalom jelfogók áramköre);
- 18. nyomáramkör: JF1, JF1a és CF1 jelzésvezérlő jelfogó áramköre (jelzésfogalom jelfogók áramköre);
- 19. nyomáramkör: útellenőrzést vizsgáló jelfogó áramköre;
- 20. nyomáramkör: VES vágányellenőrző jelfogó áramköri vonali sorompóhoz;
- 21. nyomáramkör: fel nem használt tolatóvágányút önműködő oldása (pl. fűrészmozgásnál);
- 22. nyomáramkör: vonatszám továbbkapcsolását megvalósító nyomáramkör;
- 23. nyomáramkör: közelítési vágányút-ellenőrzés nyomáramköre (KV jelfogó);
- 24. nyomáramkör: Vágányút-ellenőrző jelfogó áramköre (VUE jelfogó).

Ilyen Domino 70-es berendezés a következő szolgálati helyeken üzemel vagy üzemelt:
- Dunakeszi állomás (üzembe helyezés: 1973);
- Szolnok állomás (üzembe helyezés: 1975);
- Gyékényes állomás (üzembe helyezés: 1981. szeptember 17.);
- Debrecen állomás (üzembe helyezés: 1981. november 4.);
- Kőbánya-Kispest állomás (üzembe helyezés: 1983. november 11.);
- Szabadbattyán állomás (D70V) (üzembe helyezés: 1986. május 30.);
- Pilis állomás (D70V) (üzembe helyezés: 1986. július 29.);
- Budapest-Ferencváros Keleti rendező (üzembe helyezés: 1987. augusztus 10.);
- Albertirsa állomás (üzembe helyezés: 1988. január 5.);
- Hatvan állomás (GE85 típusú kódos kezelővel) (üzembe helyezés: 1988. október 25.);
- Budapest-Keleti pályaudvar (üzembe helyezés: 1988. október 11.) ;
- Budapest-Kelenföld állomás (üzembe helyezés: 1989. március 2.);
- Siófok állomás (üzembe helyezés: 1989. december 15.);
- Fényeslitke-Északi rpu. (elbontva 2002);
- Budapest-Ferencváros személypályaudvar (kódos kezelővel) (üzembe helyezés: 1994. november 25.);
- Soroksár-Terminál (BILK) állomás (üzembe helyezés: 2004);
- A Gyermekvasút Hűvösvölgy állomása (2017. április 25.)

A D70V berendezéseknek és Kőbánya-Kispest állomásra telepített D70 berendezésnek a közös jellemzője, hogy azok tolatóvágányút kivezérlésére nem alkalmasak. A D70V berendezés esetén a belső tér kialakítása sem teszi lehetővé, Kőbánya-Kispest esetén viszont csak és kizárólag a külső téri elemek, valamint a pult tolatóvágányúthoz tartozó nyomógombjai maradtak el.
Illetve ilyen rendszerű oktatóberendezés létesült még a győri Széchenyi István Egyetemen, a MÁV Zrt. Baross Gábor Oktatási Központ Északi Tanműhelyében és a Baross Gábor Oktatási Központ Luther utcai telephelyén is. Ezek egy része mára elbontásra került.
A Ganz és jogutódjai valamint jogelődjei által telepített külföldi biztosítóberendezések:
- Csehszlovákia: 1 nagyállomás, 15 iparvasúti állomás kb. 460 váltóval;
- Egykori Jugoszlávia területe: 24 állomási biztosítóberendezés kb. 400 váltóval, 240 km AT térköz;
- Kína: 5 db állomás kb. 300 váltóval és 2 db gurítódomb összesen 80 db iparvágánnyal;
- Finnország: 3 vonal, kb. 250 km hosszban (állomások és AT térközök)
- Malaysia.

### Domino 87
A H6-os Ráckevei HÉV Szigetcsép állomásán üzemel, az egykori győri Közlekedési és Távközlési Műszaki Főiskola (a Széchenyi István Egyetem jogelődjének) fejlesztése.